# Индийский кольчатый попугай
Инди́йский ко́льчатый попуга́й, или ожере́ловый попуга́й Кра́мера (лат. Psittacula krameri) — птица из подсемейства настоящих попугаев. Обитает в Южной Азии и ряде районов Африки. Во всём ареале является многочисленной птицей, обитающей преимущественно вблизи человека, в том числе в крупных городах. Это наиболее многочисленный и широко распространённый вид среди настоящих попугаев.
Основной цвет оперения ожерелового попугая Крамера зелёный, с незначительными включениями других цветов. Вокруг шеи у самцов проходит узкое розово-красное кольцо, откуда и название «ожереловый» (у самок кольца нет). Как и другие настоящие попугаи, он прекрасно летает, полёт его высокий и быстрый. Этой птице свойственно держаться группами и стаями, достигающими сотен и даже тысяч голов.
Попугай Крамера — обитатель преимущественно открытых биотопов, однако при этом практически всё время проводит на деревьях и спускается на землю редко. Гнездится в дуплах, в городах часто занимает для гнездования отверстия в стенах зданий. Как и все настоящие попугаи, ожереловый попугай Крамера — растительноядная птица, питающаяся фруктами, зёрнами и орехами; часто наносит ощутимый вред сельскохозяйственным культурам. Образ жизни ожерелового попугая в Африке исследован недостаточно; в Азии же, где этот попугай является одной из наиболее распространённых птиц культурного биотопа, он изучен довольно полно. Название птицы отражает заслуги в биологии германского натуралиста Вильгельма Крамера.
Индийский кольчатый попугай относится к числу наиболее часто содержащихся в неволе попугаев. Он обладает способностью запоминать и имитировать человеческую речь и другие звуки, хотя эта способность не столь сильно развита, как у некоторых других попугаев. В некоторых странах Европы с мягким климатом, США и ряде других стран образовались устойчивые популяции вторично одичавших ожереловых попугаев, которые начинают в последнее время представлять проблему для местных экосистем.
Кольчатый попугай занимает заметное место в индийской культуре, например, живописи.

## Внешний вид
Ожереловый попугай Крамера был описан как вид в 1769 году итало-австрийским натуралистом Джованни Скополи, который избрал видовое название птицы в целях увековечения памяти зоолога Вильгельма Крамера.
Попугай Крамера — сравнительно небольшая птица. Общая её длина вместе с хвостом — 40—42 см, длина крыла около 16 см. Это попугай стройного сложения, с довольно вытянутым телом. Длинный хвост составляет около половины от общей длины птицы, достигая 20 см. Вес взрослой птицы 115—140 граммов. Ноги попугая четырёхпалые, первый и четвёртый пальцы направлены вперёд, второй и третий — назад.

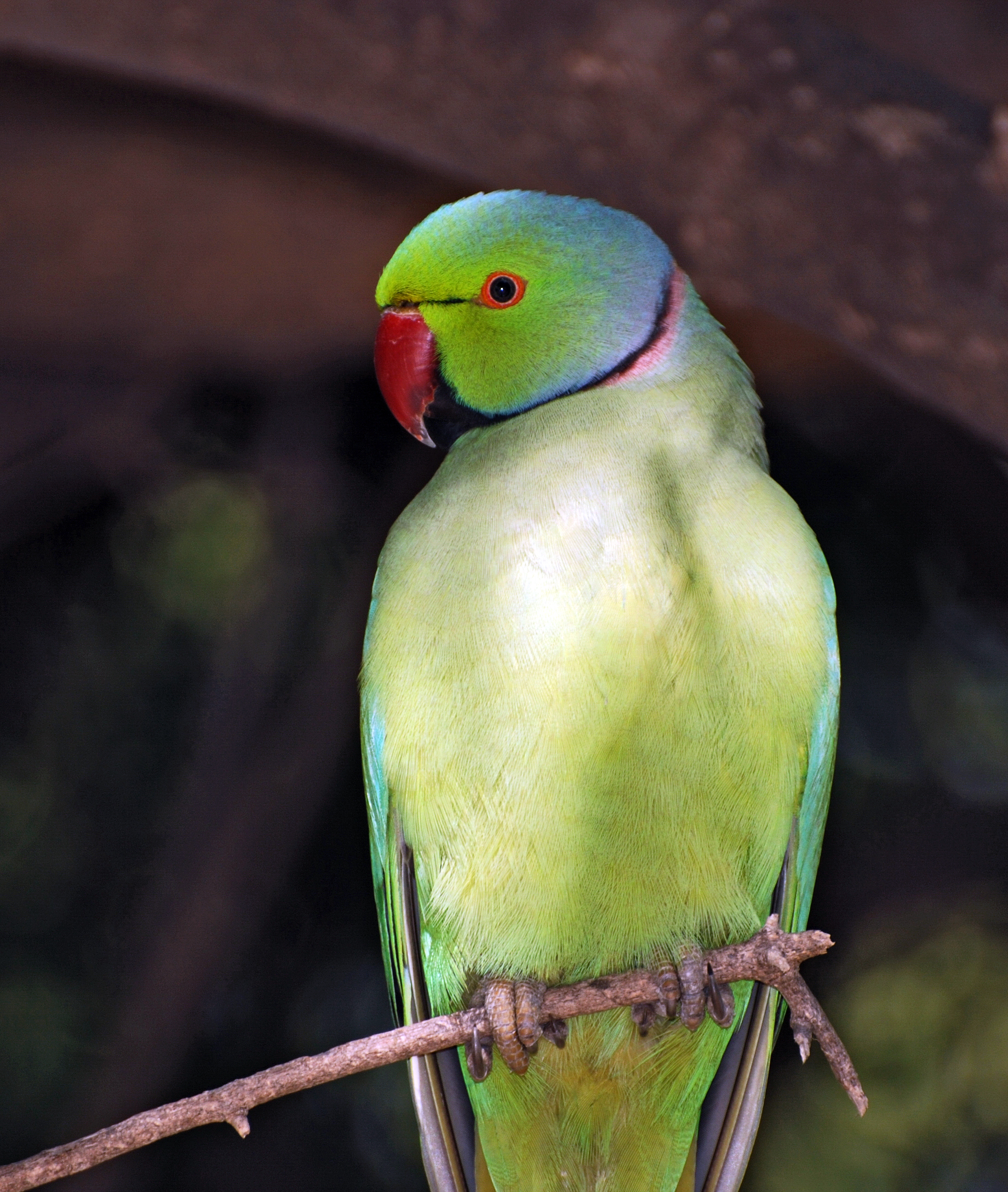
Самец попугая (северная Индия)

Цвет кольчатого попугая в целом зелёный, примерно того же тона, что и листва деревьев. Голова к затылку становится синеватой, на горле имеются чёрные перья, от клюва к глазу идёт тонкая, но хорошо заметная чёрная полоска. Другая чёрная полоска опоясывает шею в виде полукруга, создавая видимость «воротника», отделяющего голову от туловища. Эта чёрная полоска у самцов окаймлена узкой розовой полосой. Клюв ярко-красный, но самый кончик клюва и подклювье тёмные, часто почти чёрные. Горло у подклювья у самца чёрное, у самки обычно тёмно-зелёное. Лапы серые, с розоватым оттенком. Два самых длинных пера хвоста имеют голубую окраску. Нижняя часть маховых перьев тёмно-серая, что хорошо заметно у летящей птицы, но у сидящего попугая эти тёмные части перьев не видны. Нижняя сторона крайних перьев хвоста — оливково-желтоватая. В зависимости от освещения основное оперение может в большей или меньшей степени отливать голубым; особенно заметны голубые тона бывают при низком освещении в пасмурную погоду. Среди попугаев, содержащихся в неволе, в течение многих десятилетий был выведен целый ряд цветовых вариаций (см. ниже).

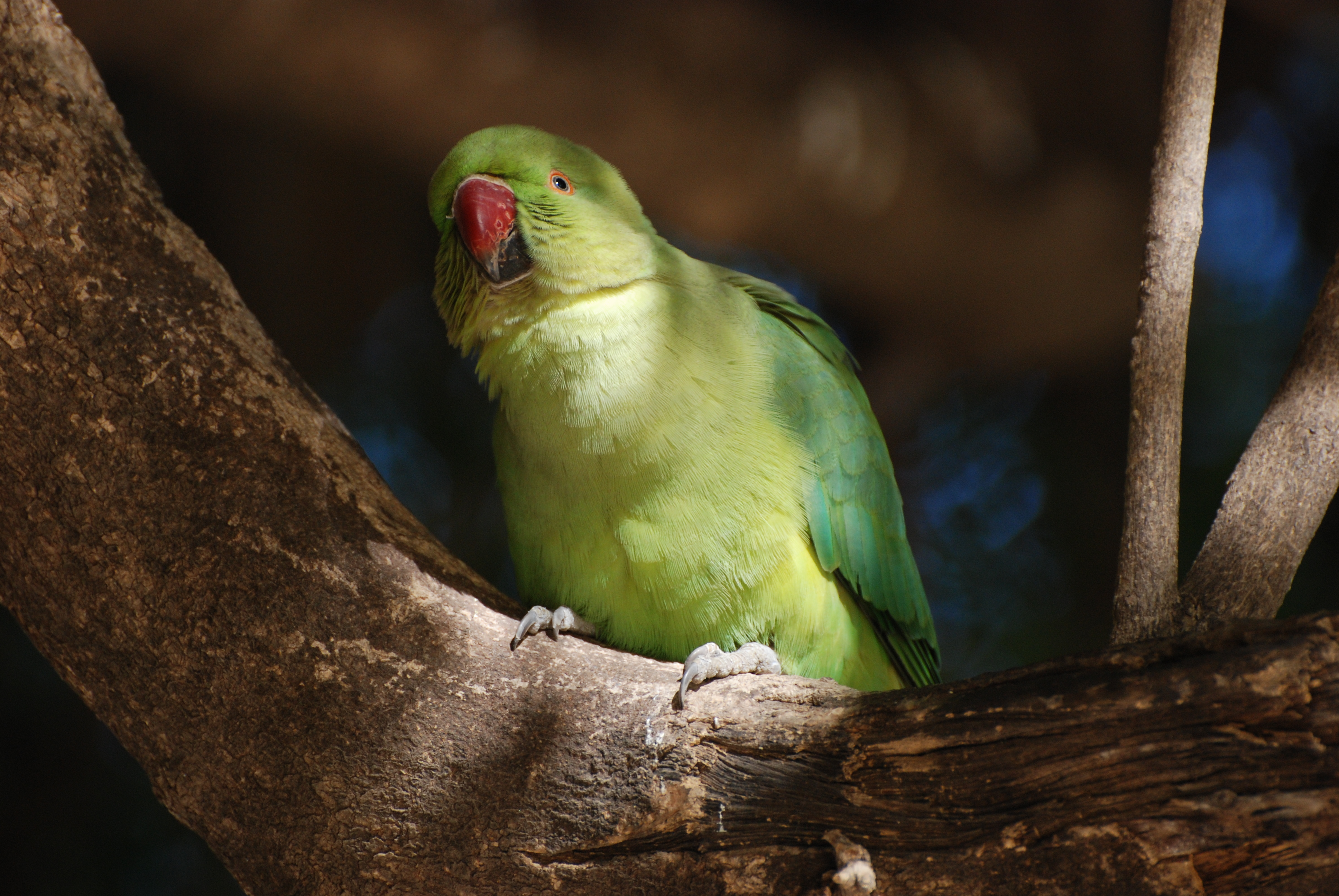
Самка попугая (северная Индия)

Половой диморфизм у ожерелового попугая Крамера выражен слабо, однако всё же заметен даже неспециалисту. Прежде всего, самки лишены чёрного и розового шейного «ожерелья», которое у них выражается лишь чуть более тёмным цветом зелёных перьев. Общая окраска самок несколько тусклее. Хвост у самок чуть короче, чем у самцов, кроме того, перья на спине самок больше отливают голубым.
Голос кольчатого попугая — громкий, высокий и пронзительный визг, который является одним из наиболее часто слышимых и узнаваемых птичьих криков в Южной Азии. Этот попугай очень криклив. Чрезмерно громкие и резкие крики являются одним из недостатков этой птицы при её содержании в клетке.

## Естественный ареал
Ареал индийского кольчатого попугая чрезвычайно велик. Специалисты подчёркивают, что попугай Крамера имеет самый широкий ареал среди всех попугаев Старого Света. Кроме того, это единственный из попугаев, обитающий сразу в двух частях света, в Азии и Африке.
В Африке естественный ареал этой птицы представляет собой полосу, идущую с востока на запад, к северу от зоны влажных лесов, но южнее Сахары. Африканская часть ареала попугая охватывает Мали, южную часть Нигера, северные районы Ганы и Буркина-Фасо, Того, Бенин, юг Нигерии, Камеруна и Чада, север ЦАР, Южный Судан, северную часть Уганды, Эфиопию, Джибути и северо-западную часть Сомали. Азиатская часть ареала — это почти вся Южная Азия (Индия, Пакистан, Бангладеш, Непал, Цейлон) и часть Юго-Восточной Азии (юг Мьянмы).
Основной естественный биотоп попугая Крамера — лес. Эта птица в дикой природе встречается в разнообразных лесах, в том числе влажных. Указывалось также, что этот попугай — птица, свойственная открытым ландшафтам с колючим кустарником, обитает он и в саваннах. Однако в любом биотопе наличие больших деревьев является одним из определяющих условий для обитания ожереловых попугаев. Попугаи отмечены на высоте до 1600 м над уровнем моря в Азии и до 2000 м в Африке.

## Образ жизни

### Общие особенности
Индийский кольчатый попугай — птица, обитающая большими группами или колониями. В природе он совершенно не встречается в одиночку. Обычно попугаи держатся группами по нескольку особей, иногда — по несколько десятков. Однако известны и скопления порядка тысяч голов, встречающиеся там, где имеются особо благоприятные условия. Попугаи Крамера не имеют индивидуального участка обитания. Эти птицы предпочитают не совершать дальних перелётов, обитая в том же районе, где кормятся. Стаи попугаев часто держатся вместе с другими птицами — врановыми, майнами и попугаями других видов.
Ожереловый попугай Крамера отличается шумным и подвижным поведением. Бо́льшую часть времени попугаи проводят на деревьях, но довольно часто спускаются на землю. Примерно до полудня птицы заняты поисками пищи, после чего летят на водопой, а затем садятся на деревья и несколько часов отдыхают. После нескольких часов отдыха попугаи снова летят на кормёжку, а поздно вечером вновь слетаются на излюбленные деревья для ночлега. Находясь на дереве, попугаи могут использовать клюв, чтобы карабкаться по стволу, цепляясь им за кору. Летает этот попугай очень быстро, с частыми взмахами крыльев. По земле он ходит медленно и неуклюже, переваливаясь с ноги на ногу.

### Питание
Подобно всем другим настоящим попугаям, ожереловый попугай Крамера — чисто растительноядная птица; впрочем, встречается информация, что попугаям, содержащимся в клетках, можно давать мясные продукты, например варёную курицу. Он питается самыми разнообразными плодами, орехами, зёрнами. Поедает он также ягоды, цветы, почки и зелёные части растений, пьёт цветочный нектар. Птица кормится преимущественно на деревьях, однако может для этого спускаться на землю. Несмотря на то, что ожереловый попугай отличается шумным и крикливым поведением, во время кормёжки он обычно не издаёт громких звуков.
Изучение попугаев Крамера в районе города Полоннарува на Цейлоне показало, что состав поедаемого корма, во-первых, отличается исключительным разнообразием, а во-вторых, значительно зависит от сезонного наличия тех или иных плодов или цветов, как культурных, так и диких. К примеру, в апреле, во время цветения многих видов растений, в составе корма цветы занимают едва ли не превалирующее место (в первую очередь, цветы дерева Drypetes sepiara из семейства путрандживовых). В августе важное значение имеют плоды кассии, орхидея Vanda tessellata и мимоза стыдливая. В октябре — декабре большу́ю роль в питании играют фикус Ficus retusa, растение Adina cordifolis из семейства мареновых и растение Grewia polygama из семейства мальвовых.

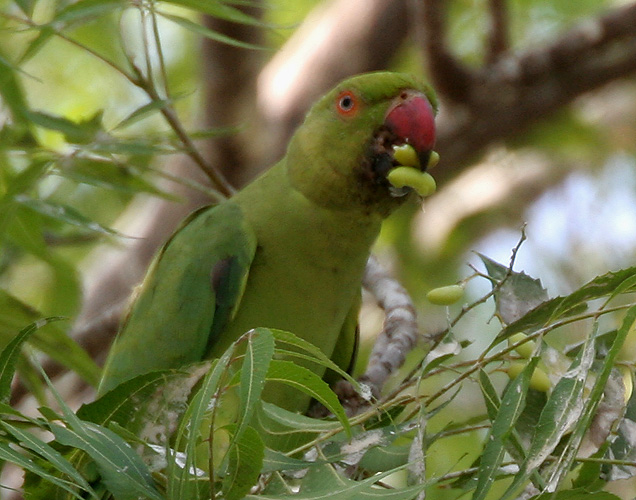
Самка попугая, поедающая семена дерева ним (Амаравати, индийский штат Андхра-Прадеш)

Практически на всём ареале в Азии ожереловый попугай Крамера наносит заметный вред сельскому хозяйству. Попугаи пожирают массу плодов сельскохозяйственных растений, более того, эта птица портит значительно больше зерна, чем может съесть. В Индии не раз наблюдали ожереловых попугаев, которые разрывали клювом мешки с зерном, чтобы добраться до их содержимого. Исследования пакистанских учёных называют ожерелового попугая одним из основных вредителей посадок подсолнечника, который в Пакистанском Пенджабе является одним из излюбленных видов корма этих птиц. Данные середины 1980-х годов говорят о том, что в Индии местами попугаи иногда полностью уничтожали урожай горчицы, манго и гуайявы.
На Цейлоне попугаи охотно поедают рис, совершая налёты на поля, однако, согласно упомянутому исследованию, при наличии в достаточном количестве иных зерновых и плодовых культур (сорго, манго, гуайявы и др.) доля риса в рационе птиц резко сокращается. В районе Полоннарувы попугаи поедают также кукурузу, семена подсолнечника, арахиса и плоды многих других культурных растений. Хорошо выражена также склонность попугаев кормиться в лесу при недостатке культурных растений в период между вызреванием урожая. Изучение содержимого кишечника попугаев из района Лудхияны (индийский штат Пенджаб) дало следующий результат: злаки 45 %, плоды различных деревьев 38 %, семена масличных культур 16 %.

### Размножение

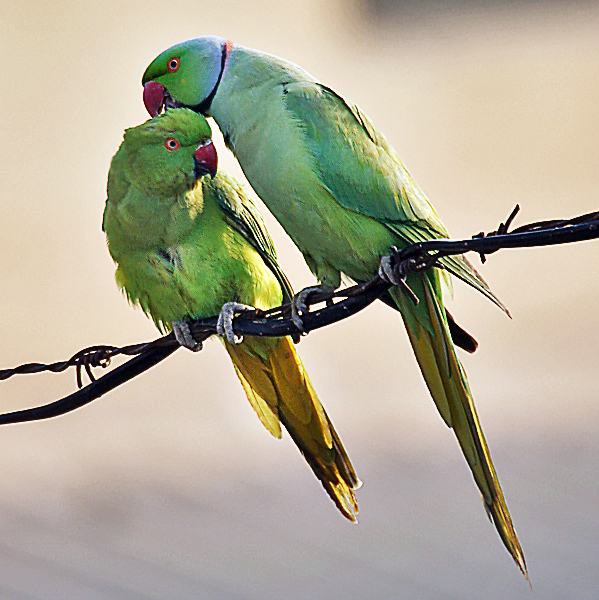
Брачный ритуал попугаев (Фаридабад, индийский штат Харьяна)

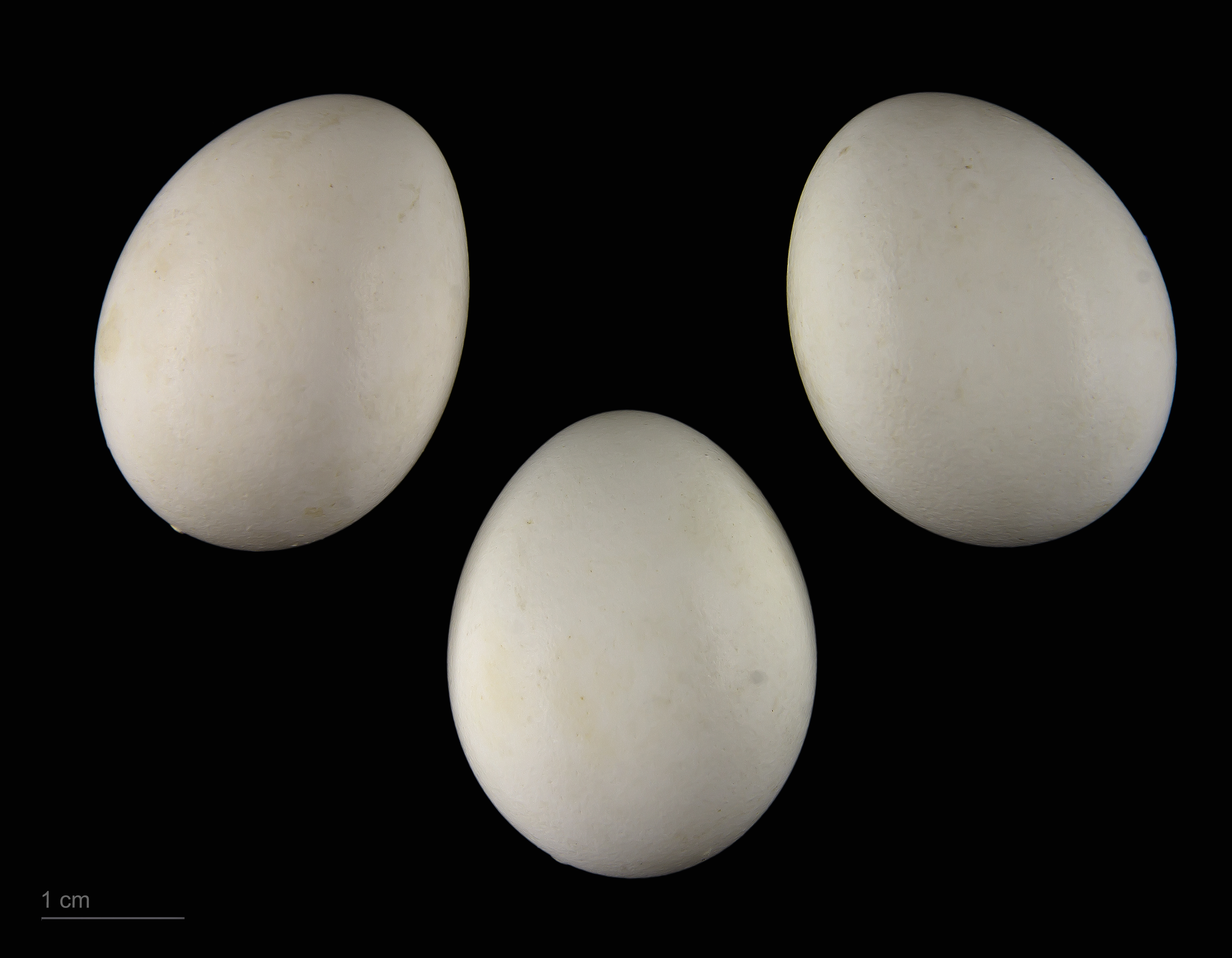
яйцо Psittacula krameri — Тулузский музей

Половозрелость у попугая Крамера наступает обычно к двухлетнему возрасту, но обычно птицы начинают размножаться в возрасте трёх—четырёх лет. Попытки делать кладки, совершённые до наступления этого возраста, часто оказываются неудачными. Эта птица моногамна; пары у этого попугая образуются надолго, но не на всю жизнь (как у многих других попугаев).
Во время брачных игр птицы издают негромкие щебечущие звуки. Самка во время ритуала ухаживания вертит головой и раскрывает крылья, зрачки её при этом расширены. Самец находится рядом с ней и, стоя на одной ноге, предлагает ей корм. В Индии наибольшее количество насиживающих птиц приурочено к апрелю, хотя в целом индийские попугаи размножаются с декабря по май. В Африке сезон размножения — с августа по ноябрь. При этом на протяжении африканской части ареала эти сроки могут заметно различаться. Так, в Эритрее это август, а в Дарфуре — октябрь—ноябрь.
Попугаи выбирают для устройства гнезда дупла, причём если размер дупла недостаточен, птица может несколько расширить его с помощью клюва. Иногда гнездо встречается в отверстиях в скале. На азиатской части ареала, где попугаи чаще обитают в антропогенном биотопе, они используют для гнездования различные отверстия в стенах зданий. В США отмечались гнёзда в углублениях в деревянных столбах — опорах линий электропередач. Часто ожереловые попугаи Крамера занимают дупла, оставленные другими птицами, в Южной Азии, например, дятлами и бородатками. Попугаи могут иногда делать дупла самостоятельно, с помощью клюва. В Африке гнездо практически всегда располагается в естественных углублениях и обычно — на значительной высоте. Гнездо попугая выстлано мелкими кусочками древесины и трухой.

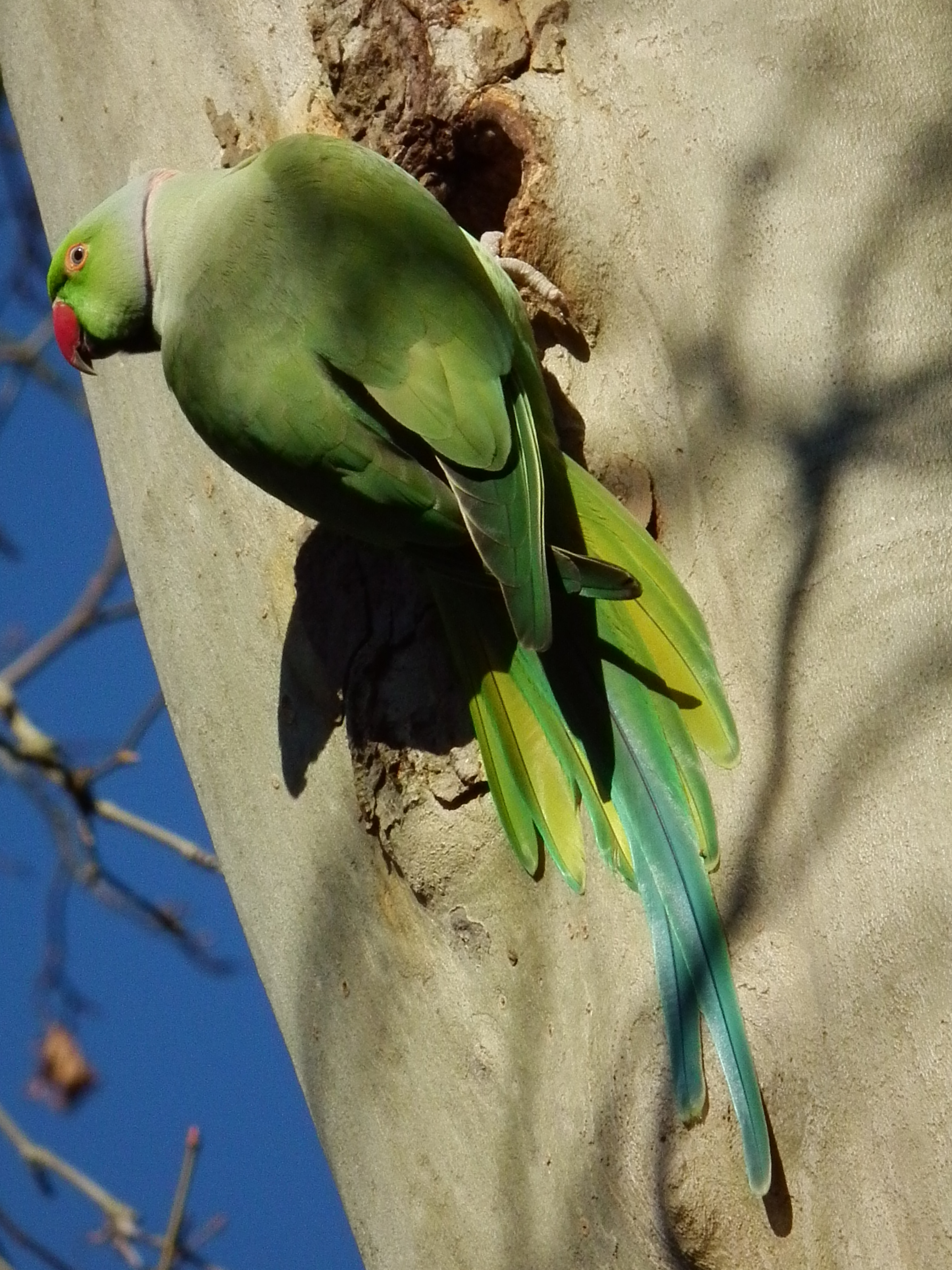
Ожереловый попугай у гнездового дупла (Германия, район Гейдельберга)

Данные о количестве откладываемых яиц в разных источниках разнятся. Советские данные начала 1970-х годов сообщали, что кладка попугая состоит из 4 яиц, некоторые американские говорят о 2—5 откладываемых яйцах. Сообщалось также, что при разбросе числа яиц от 2 до 6 чаще всего встречается кладка из 3—4 яиц. Откладывание яиц происходит в течение одного—двух дней. Яйца ожерелового попугая Крамера чисто белого цвета, блестящие, размером 30,5 × 24 мм.
Насиживание длится 22—24 дня, насиживает только самка. Как и у всех попугаев, выводок ожерелового — птенцового типа, то есть птенцы вылупляются совершенно беспомощными и голыми. Кожа молодых попугайчиков имеет розовый цвет, клюв их также розовый. Птенцы остаются в гнезде 6—7 недель. В естественном ареале попугаи за сезон размножения часто делают две кладки, но в странах с более холодным климатом — обычно одну. Как и все попугаи вообще, ожереловый выкармливает птенцов полупереваренной кашицей из проглоченной пищи, отрыгивая её из зоба. Кормят птенцов оба родителя, но самка больше и чаще, чем самец.
Оперившийся молодняк имеет такую же окраску, как самка, но несколько тусклее. Клюв у молодых попугаев не красного, а бледно-розового цвета, кольцо вокруг глаз также бледное. У молодых, кроме того, отсутствуют два наиболее длинных срединных пера хвоста. Полную окраску взрослой особи, с ожерельем вокруг шеи, самец приобретает в возрасте 18, или от 18 до 32 месяцев.

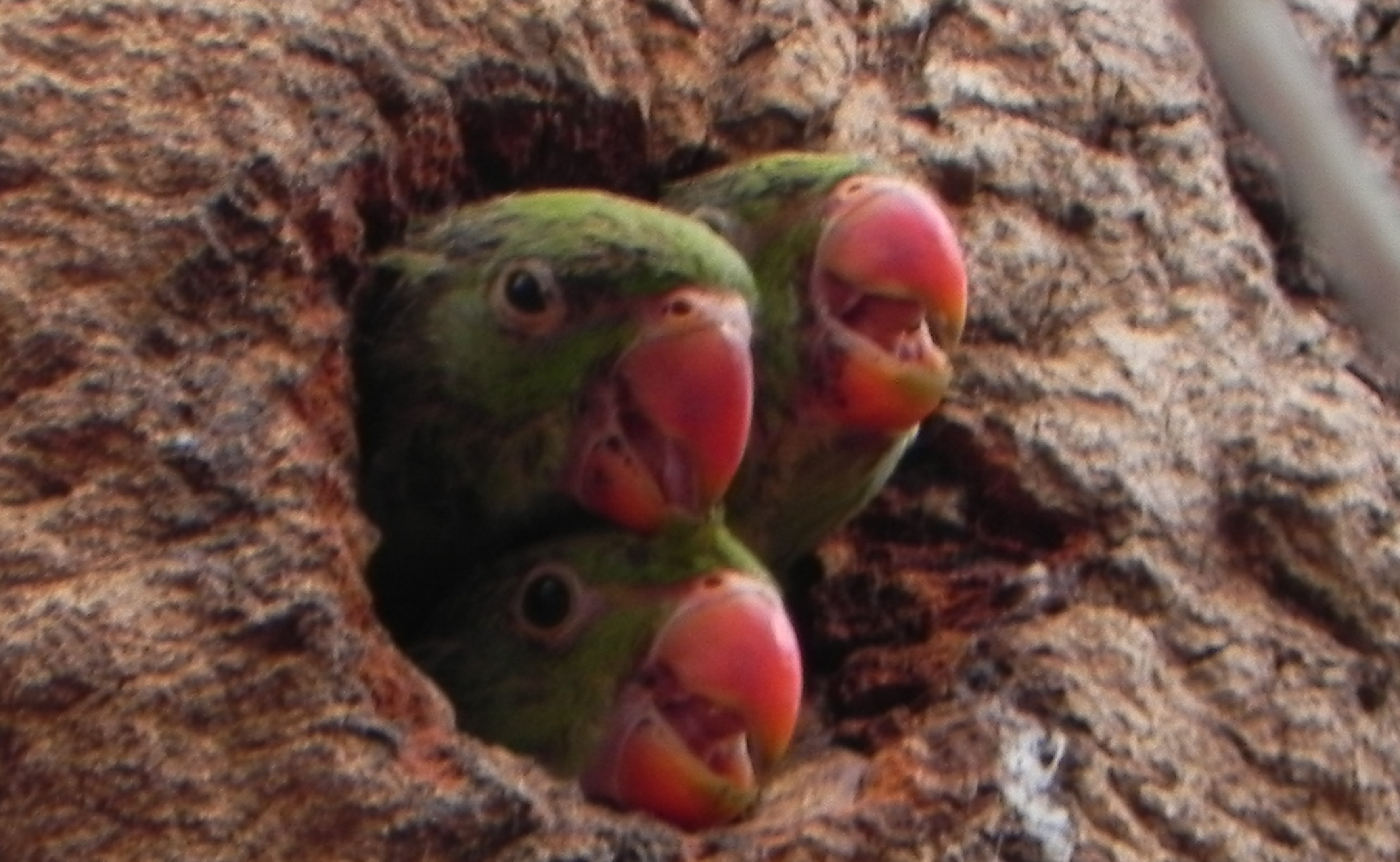
Молодые попугаи, выглядывающие из гнездового дупла

## Статус популяции
Ожереловый попугай Крамера в большинстве мест своего ареала является многочисленным видом. Данный попугай относится к птицам, на численности которых благотворно сказывается деятельность человека. Эта птица, хотя и встречается в дикой природе, везде тяготеет к антропогенным биотопам, где находит хорошую кормовую базу. В Южной Азии индийский кольчатый попугай исстари в большом числе встречается в населённых пунктах, даже в центральных частях крупных городов при наличии там парков и садов. В городах попугаи почти совершенно не боятся людей. Специалисты подчёркивают, что ожереловый попугай Крамера отличается высочайшей степенью приспосабливаемости к самым разным биотопам и условиям обитания.
Охранный статус общей популяции этого попугая, как в Азии, так и в Африке, согласно данным Международного союза охраны природы, — находящийся под наименьшей угрозой (англ. least concern), причём такой статус сохранялся на протяжении многих лет: одинаковые оценки делались в 2004, 2008 и 2009 годах. В целом же, общее поголовье этого попугая имеет тенденцию к увеличению. Оценки общего количества попугаев в мире не проводились.
Развитие сельского хозяйства и расширение сельскохозяйственных угодий приводит к увеличению численности индийских кольчатых попугаев. Расширение ареала стало заметным в XIX веке, когда началось интенсивное развитие плантационного хозяйства в азиатских государствах. Например, на территории Пакистанского Пенджаба поголовье попугаев значительно возросло благодаря обширной ирригации, проводившейся в колониальный период. Ирригационные мероприятия сопровождались посадками высоких деревьев, таких, как хлопковое дерево Bombax ceiba, которые предоставили попугаям обширные возможности для гнездования и кормёжки.
Местами ожереловые попугаи встречаются в огромном количестве. Об их численности в местах с благоприятной кормовой базой свидетельствует количество этих птиц, зарегистрированных пакистанскими учёными в специальном исследовании. На небольшой опытовый участок, засеянный подсолнечником, размером в пол-акра (0,2 га) прилетали на кормёжку в течение трёх дней 139, 142 и 137 птиц соответственно.
В природе врагами попугая Крамера являются различные хищные птицы, для кладок и птенцов представляют опасность змеи. Если говорить о европейских популяциях, то в числе хищников, которые могут представлять опасность для попугаев, также упоминаются различные дневные хищные птицы, а также те птицы, которые могут разорять гнёзда попугая, уничтожать его яйца и птенцов (например, сойка). В целом угроз для популяции этих птиц не отмечено, хотя в ряде мест на поголовье попугаев Крамера заметно сказывается отлов этих птиц для продажи.

## Подвиды
Обычно описывается четыре подвида индийского кольчатого попугая, из которых два встречаются в Африке и два — в Азии:
- Psittacula krameri krameri (Scopoli 1769). Типовой подвид, занимающий западную и центральную части африканского ареала (Гвинея, Сенегал, южная часть Мавритании, запад Уганды, юг Судана).
- P. k. parvirostris (Souancé 1856), обитающий на остальной части африканского ареала.
- P. k. borealis (Neumann 1915), ареал которого — север Индии от 20° С. Ш., Пакистан, Бангладеш, Непал и Мьянма.
- P. k. manillensis (Bechstein 1800) обитает на остальной части азиатского ареала (юг Индии, Цейлон и острова у индийского побережья).

Различия между подвидами довольно слабы и могут быть заметны лишь при рассмотрении птицы непосредственно вблизи. Они заключаются в деталях окраски, разной длине хвостовых перьев, а также в незначительной разнице в размере птиц. Длина тела с хвостом у азиатских подвидов примерно на 2—3 см больше, чем у африканских.

## Популяции попугаев вне природного ареала
Ожереловый попугай Крамера, как распространённый домашний питомец, часто улетает от хозяев и дичает. При наличии благоприятных условий (прежде всего, достаточно тёплого климата) он быстро приспосабливается к вольной жизни в странах, не относящихся к его естественному ареалу. В целом ряде стран Европы и США образовались довольно значительные популяции свободноживущих попугаев. Как правило, кольчатые попугаи в Европе встречаются компактно, в основном держась в населённых пунктах (прежде всего крупных городах) или вблизи них, где птицы находят больше тепла (чем в сельской местности или в дикой природе) и хорошую кормовую базу. Позитивную для поголовья попугаев роль играет также и отсутствие хищников в населённых пунктах. Интересно, что в Европе попугаи Крамера в последние годы уже называются в числе потенциальных вредителей сельскохозяйственных культур. Они представляют также опасность для местных экосистем, нарушая сложившийся межвидовой баланс и оказывая серьёзное давление на некоторые местные виды птиц, например дятлов. Некоторые источники не исключают необходимости начала регулирования численности этих попугаев в Европе.
В Европе крупнейшие популяции попугаев обитают в Лондоне и Брюсселе. В Лондоне они держатся преимущественно в южных районах. История обитания ожереловых попугаев Крамера на территории Великобритании насчитывает свыше полутора столетий — первые сообщения о них относятся к 1855 году. Количество индийских кольчатых попугаев в Лондоне растёт чрезвычайно быстро, если в 1995 году их насчитывалось около полутора тысяч, то в 2011 — примерно 32 тыс. Попугаи в последние годы начали представлять серьёзную проблему для города, нанося ущерб посадкам культурных плодовых деревьев. Более того, попугаи Крамера начали быстро вытеснять исконные британские виды птиц из их экологических ниш. Опасность представляет также и то, что попугаи могут быть разносчиками заболеваний птиц.
Большое количество попугаев обитает в Нидерландах (Амстердам, Утрехт, Гаага) и Германии (в крупных агломерациях в долине Рейна). Много ожереловых попугаев наблюдается в Испании, а также Италии, в основном в Риме, где они гнездятся в историческом центре города. Эти морозостойкие попугаи после 2017 года также фиксируются в городах Украины (Черновцы, Львов, Киев, Харьков). В Японии во многих крупных городах, таких, как Токио, Киото, Осака живут сотни этих птиц.

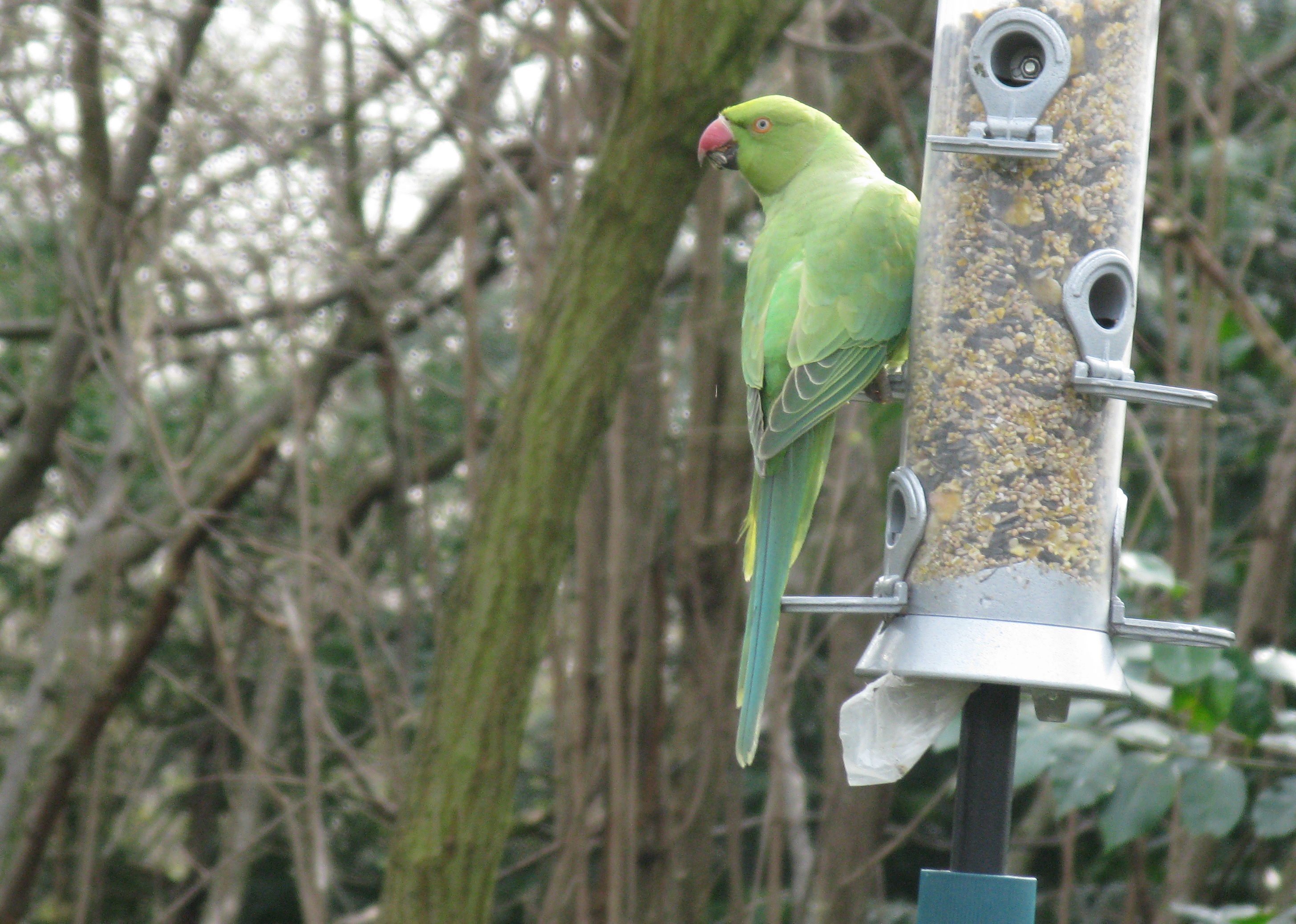
Попугай в Кенсингтонских садах в Лондоне

В США крупнейшая популяция кольчатых попугаев обитает в Калифорнии в районе Бейкерсфилда. Начало её формирования относится к 1977 году. Характерен быстрый рост этой колонии: в 1998 году там было 187 птиц, а в конце 2011 года — уже как минимум 1800 (по некоторым оценкам даже около 3 тыс.). Другие крупные колонии этих птиц зарегистрированы в Метэри (штат Луизиана), у Сан-Антонио (Техас), Гонолулу (Гавайи) и Малибу (Флорида). Хорошо изучена популяция попугаев во Флориде, в районе Майами, являющаяся, видимо, одной из старейших в США — начало её развития относится к 1960 году.
Помимо указанных стран, незначительные популяции отмечены в Венесуэле и на Виргинских островах, о чём сообщают американские источники. Некоторое количество ожереловых попугаев (согласно также американским данным) обитает также в Тегеране, держась в основном северной части города. Международный союз охраны природы приводит более полные данные, которые утверждают, что ожереловые попугаи Крамера вне пределов естественного ареала отмечены практически по всему миру. Их популяции зарегистрированы в ряде стран Ближнего Востока (Саудовская Аравия, Ирак, Сирия, Иордания, Объединённые Арабские Эмираты, Израиль, Ливан, Катар, Йемен), на островах Индийского океана (Мальдивы, Маврикий), а также в Турции, на Кубе, в Гонконге и Макао. В Сингапуре первые попугаи этого вида были отмечены в 1951 году, а с 1986 года наблюдаются там регулярно. В Африке ожереловый попугай Крамера также оказался завезён в страны вне пределов естественного ареала — Кению и ЮАР.
С 1996 года встречи с ожереловым попугаем Крамера фиксируются в Ташкенте, где он предположительно гнездится, чему способствует сравнительно мягкий климат столицы Узбекистана и обилие плодовых посадок в черте города. Одичалые попугаи, вероятно, происходят, от вылетевших из вольеров особей; имеется информация, что в 1999 году на свободе оказалась целая партия птиц, после чего, видимо, сформировалась способная к размножению популяция.
В Азербайджане популяция ожереловых попугаев Крамера появилась в начале 2000-х годов в Губернаторском саду в центре столицы г. Баку, где зимой они питаются плодами оливковых деревьев. 

## Индийский кольчатый попугай в неволе

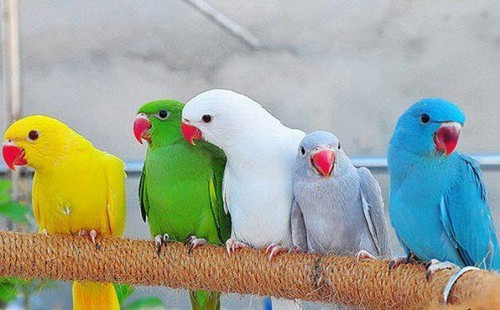
Домашние ожереловые попугаи Крамера нескольких цветовых вариаций

Индийский кольчатый попугай известен людям с древности и относится к числу наиболее распространённых пернатых домашних питомцев. Некоторые источники сообщают, что он содержался в клетках ещё в античной Греции и Риме. В Индии традиция его домашнего содержания насчитывает около 3 тыс. лет.
Попугай Крамера как домашний питомец отличается живым и весёлым нравом, он хорошо уживается с людьми. Это хороший «говорун», способный запоминать и имитировать значительное число слов и звуков, и, хотя указывается, что он в этом отношении уступает многим другим попугаям, по некоторым данным способен запомнить до 250 слов. При этом считается, что самцы способны запоминать больше слов, чем самки. В неволе эта птица может прожить до 25 лет (утверждается также, что они могут доживать до 40 и даже 50 лет). Для полноценного содержания необходима достаточно просторная клетка, желательно даже вольер, обеспечивающий возможность интенсивного передвижения. Также рекомендуется обеспечивать доступ попугая к различным предметам для игры. При соблюдении определённых условий содержание ожерелового попугая Крамера несложно и может быть рекомендовано даже начинающим любителям.

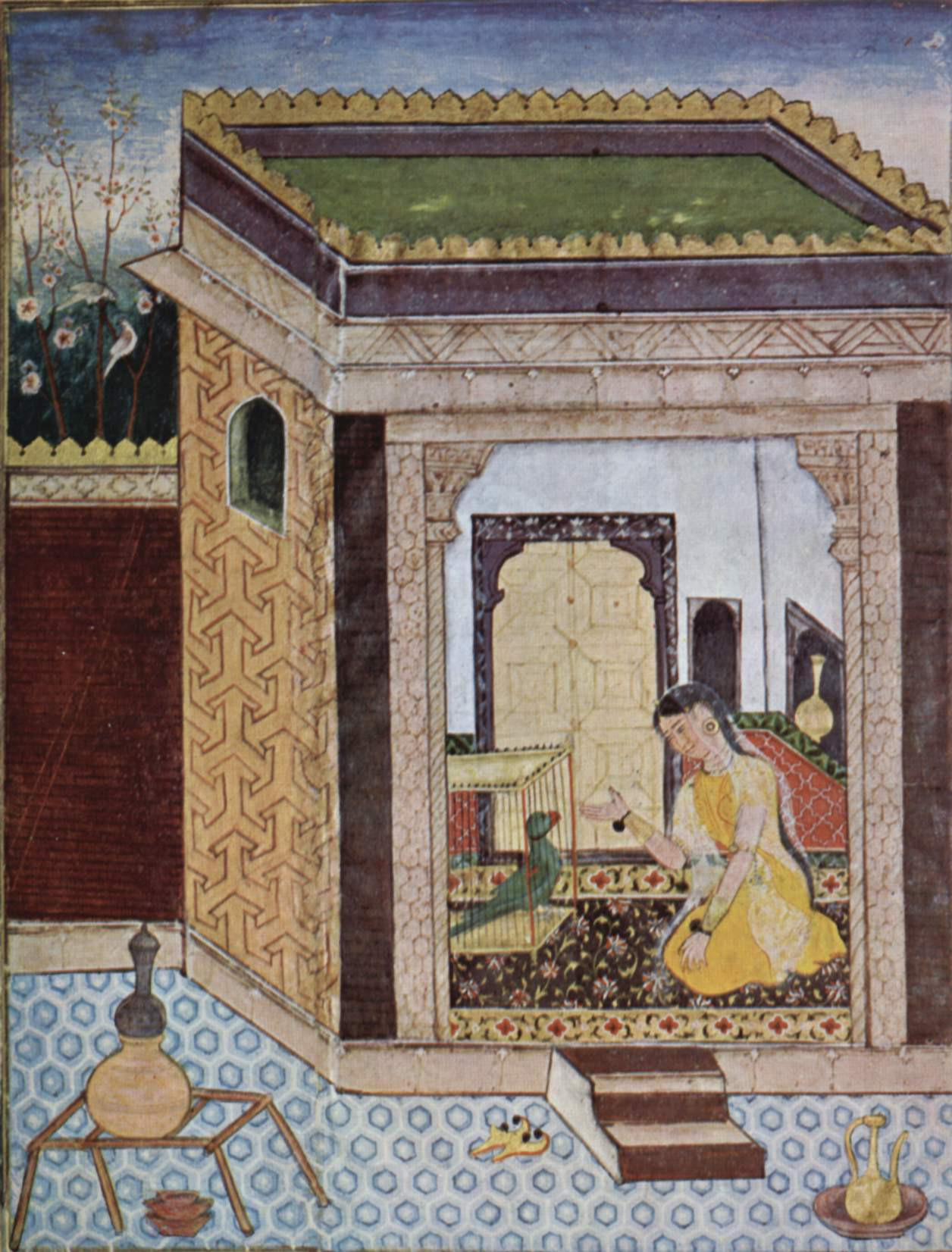
Девушка с попугаем. Индийская миниатюра времён правления падишаха Акбара, ок. 1580-85 г.г.

Ожереловые попугаи размножаются в неволе чаще, чем другие. Однако до сих пор все описанные в литературе случаи размножения отмечались лишь при содержании этих птиц в вольерах.
На протяжении многих лет было выведено огромное количество разновидностей ожерелового попугая с самой разной окраской. Первоначально основных пород насчитывалось около 20, но методом селекции из них было выведено 200—300 цветовых вариаций. Среди домашних ожереловых попугаев встречаются птицы полностью жёлтого, белого, голубого окраса или пёстрые, сочетающие несколько цветов. Некоторые разновидности не имеют кольца вокруг шеи.

## Индийский кольчатый попугай в культуре
В средневековой Индии ожереловые попугаи часто были питомцами знатных особ и монархов, причём владение этим попугаем считалось элементом роскоши и престижа. Их нередко можно видеть на индийских миниатюрах XVI—XVIII веков (так называемых могольских миниатюрах).

## Галерея

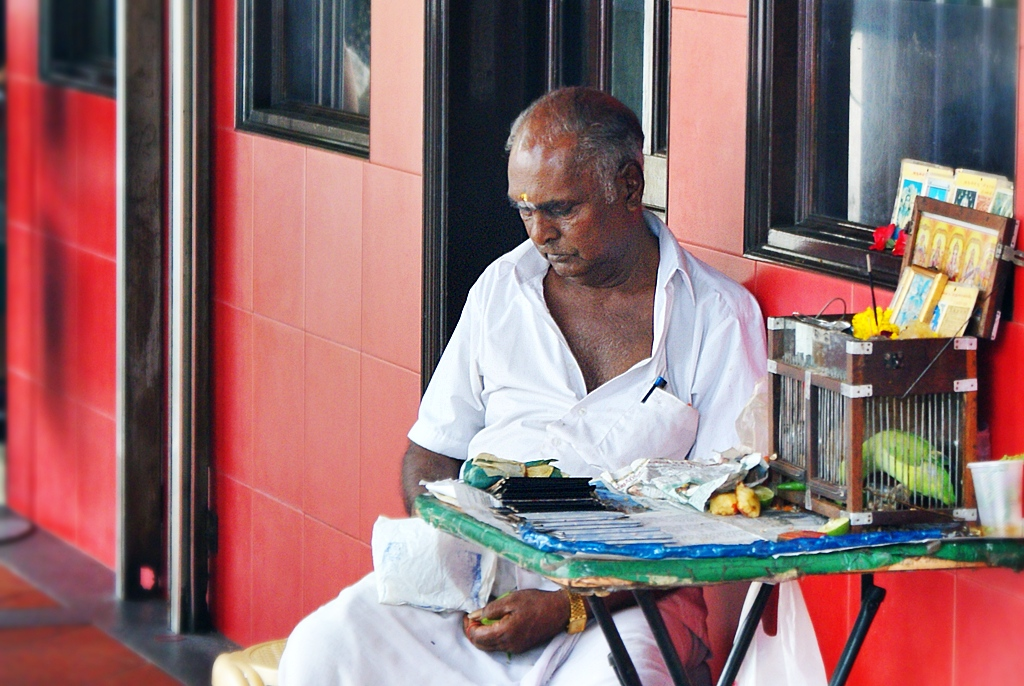
Попугай в клетке у гадальщика в индийском квартале Сингапура
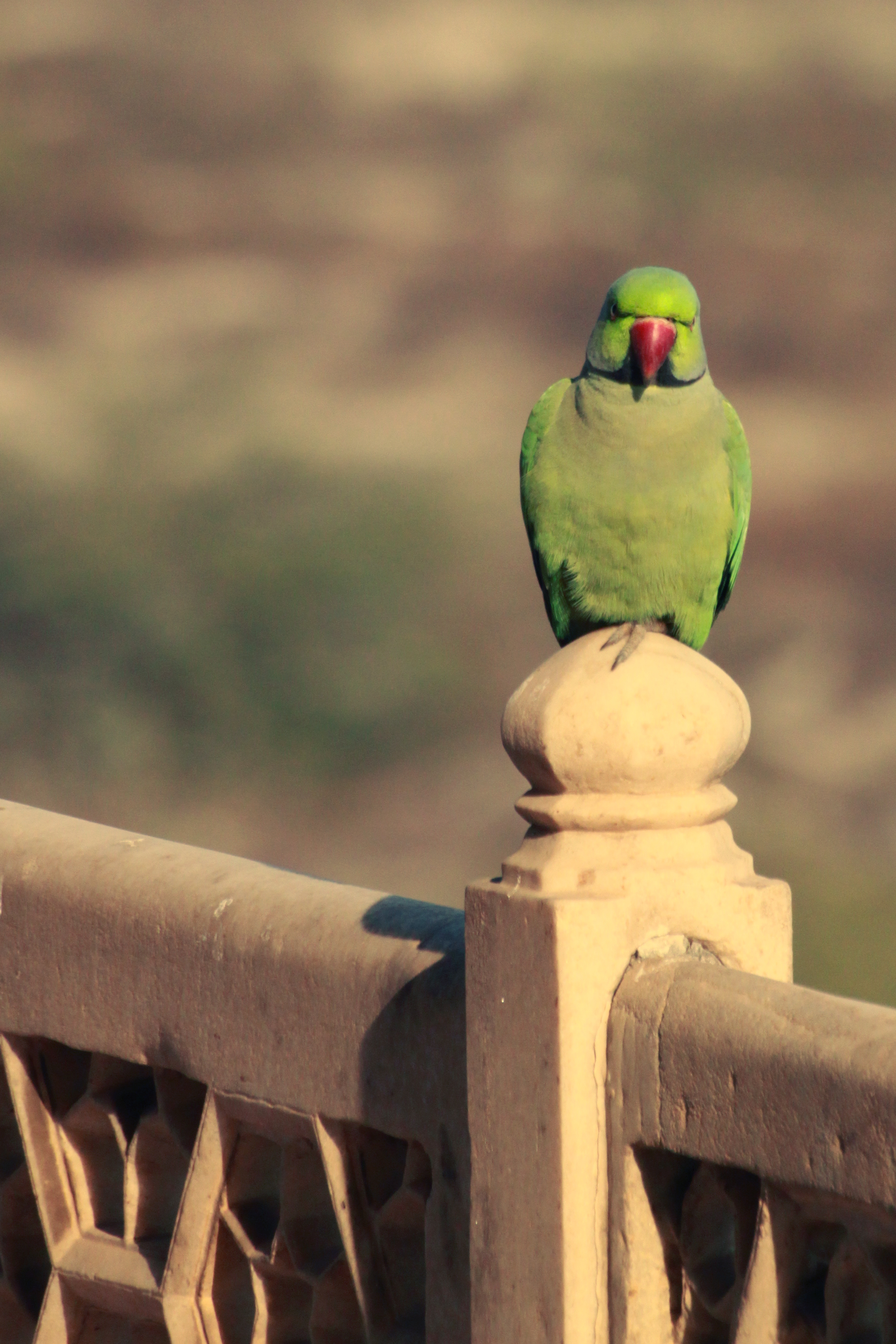
Попугай на перилах здания в Агре (Индия)
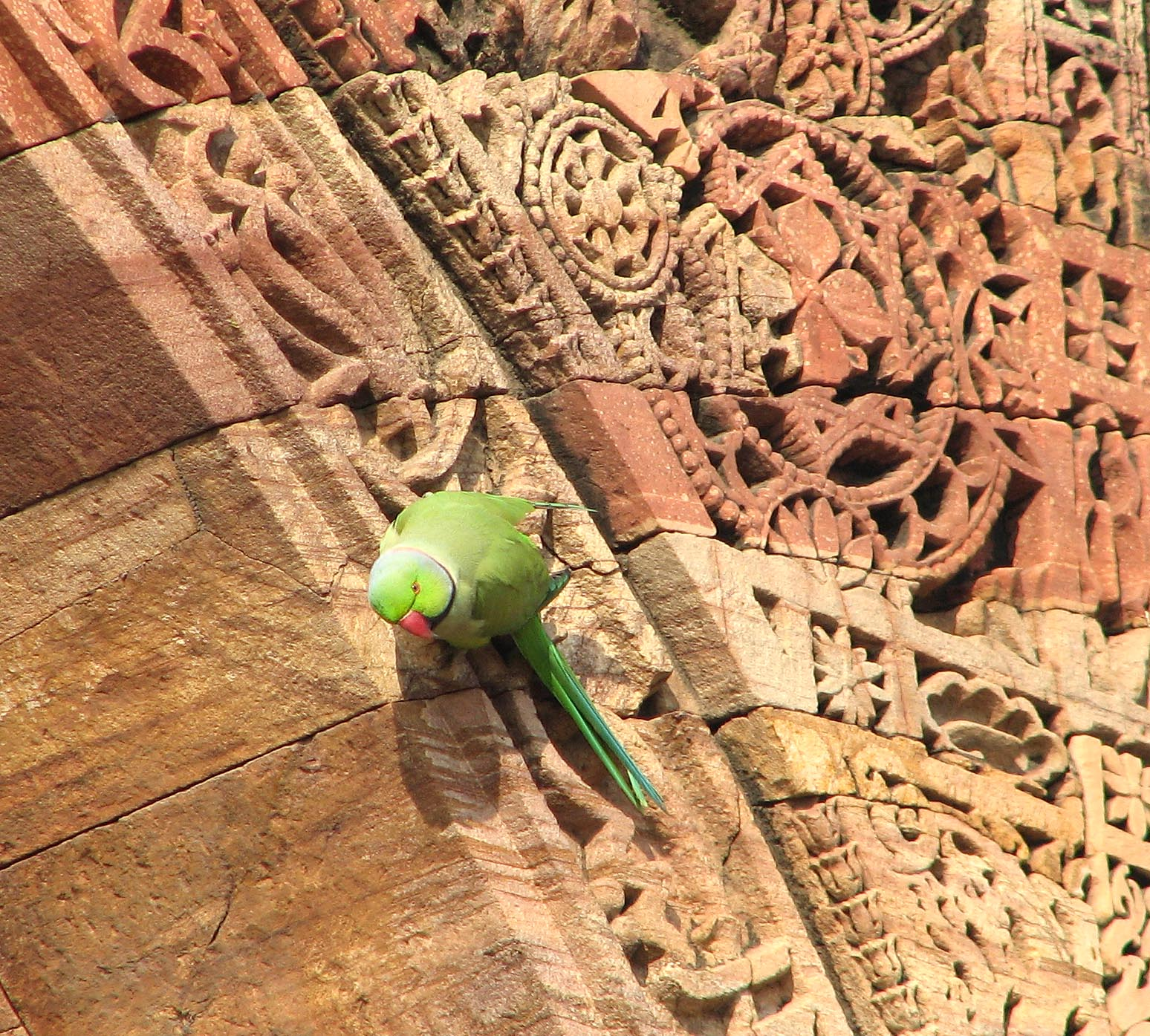
Самец попугая на стене близ минарета Кутб-Минар (Дели)
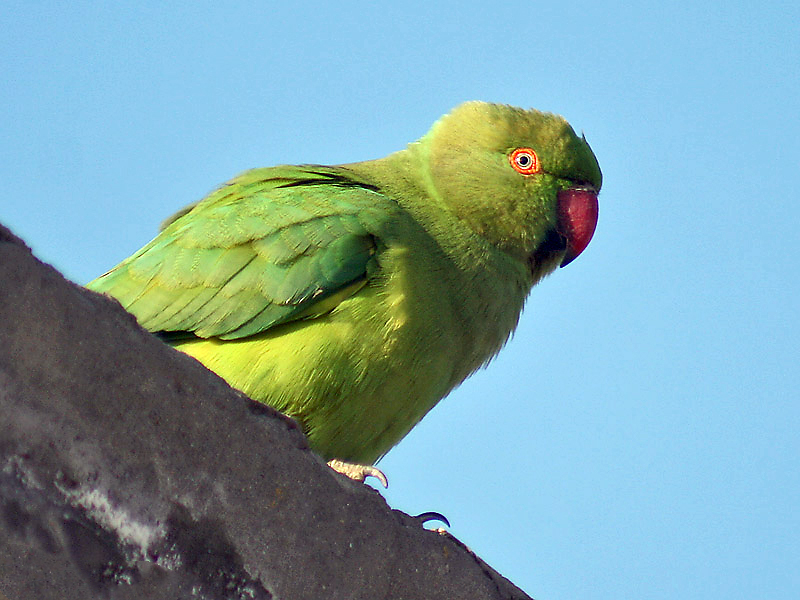
Самка попугая (Фаридабад, индийский штат Харьяна)
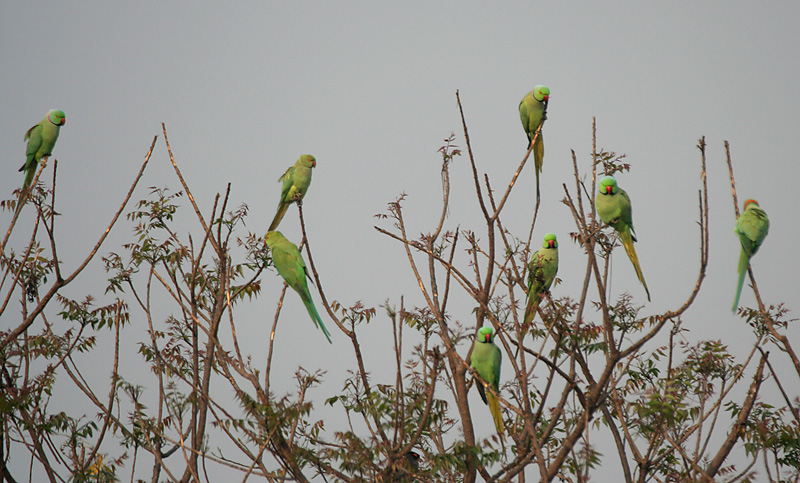
Группа попугаев на дереве (район Фаридабада, штат Харьяна)